# Прохоров Едуард Дмитрович
Едуард Дмитрович Прохоров (*4 листопада 1937) — український вчений-радіофізик. Доктор фізико-математичних наук, професор. Академік АН ВШ України з 1995 р.
Народився в Севастополі. В 1959 р. закінчив радіофізичний факультет Харківського державного університету. У 1979 р. працював науковим керівником Проблемної лабораторії напівпровідникової техніки. У 1974—2007 рр. — завідувач кафедри напівпровідникової і вакуумної електроніки. З 2007 р. — професор кафедри фізичної та біомедичної електроніки Харківського національного університету ім. В. Н. Каразіна. Кандидат (1967), доктор фіз-мат наук (1978), професор (1980).

## Наукова діяльність
Основні напрямки наукових інтересів: фізика напівпровідників, твердотільна електроніка, наноелектроніка, молекулярна електроніка, міждолинне перенесення електронів у напівпровідниках, генератори мм-і субмм-діапазонів на основі надвисокочастотних твердотільних приладів. 
Проводить дослідження у таких напрямках: 
1. Явища переносу в напівпровідниках А3В5 та їх сполуках на основі розв'язання кінетичного рівняння Больцмана і рівняння Пуассона методами усереднення і Монте-Карло, що дозволяють моделювати електронні процеси в структурах з різними катодними і анодними контактами, профілями легування, гетероструктурах в широкому діапазоні частот мм-і субмм-діапазонів;
2. Фізичні процеси в діодах з міждолинним перенесенням електронів з урахуванням контактних явищ, інерційності і ударної іонізації;
3. Ударна іонізація в катодних статичних доменах, що призводить до високоефективної генерації НВЧ шуму в мм-діапазоні;
4. Взаємодія приладів з міждолинним перенесенням електронів і приладів з негативною диференціальною провідністю із зовнішнім електромагнітним полем см-, мм-, і субмм-діапазонів, що приводить до множення частоти в ТГц діапазоні;
5. Квантово-розмірні структури з тунелюванням і резонансним тунелюванням для генерації в см-, мм-, і субмм-і ТГц діапазоні.

Отримані наукові результати опубліковані в понад 400 наукових працях, в тому числі 3 монографіях, 9 авторських свідоцтвах, 10 навчальних посібниках з твердотільної електроніки, рекомендованих МОН України.
Підготував 3 докторів і 13 кандидатів наук.
Член 2-х учених рад по захисту дисертацій, член редколегій 2-х  журналів.

## Нагороди
«Винахідник СРСР»; «Ветеран праці», знак МВССО СРСР «За відмінні успіхи в роботі»; премію, диплом і медаль «За найкращу наукову працю» Мінвузу України за монографію (1985). Лауреат академічної нагороди Ярослава Мудрого АН ВШ України (2005). Заслужений науковий співробітник ХНУ ім. В. Н. Каразіна (2006). Має дипломи та премії АН ВШ України та Харківського національного університету за навчальні посібники з твердотільної електроніки.